# Loi des huit heures
Pour les articles homonymes, voir Loi travail.
 (mars 2024).
Si vous disposez d'ouvrages ou d'articles de référence ou si vous connaissez des sites web de qualité traitant du thème abordé ici, merci de compléter l'article en donnant les références utiles à sa vérifiabilité et en les liant à la section « Notes et références ».

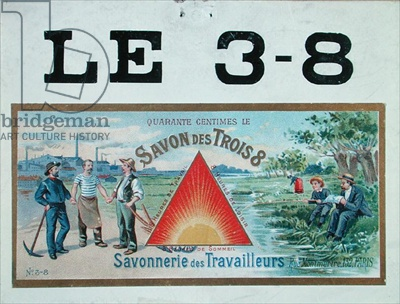
À la fin du XIXe siècle, placard publicitaire pour le savon des Trois 8, soit 8 heures de travail, 8 heures de loisir et 8 heures de sommeil.

En France, la loi des huit heures fait droit à cette revendication ouvrière après la Première Guerre mondiale et ses soubresauts révolutionnaires (en particulier, la révolution d'Octobre), le 23 avril 1919.
Cette revendication s'inscrit dans le mouvement plus large, au niveau international, de la journée de huit heures, ou revendication à une durée du travail d'au maximum huit heures par jour, qui est une revendication historique du mouvement ouvrier dans tous les pays.

## Contexte

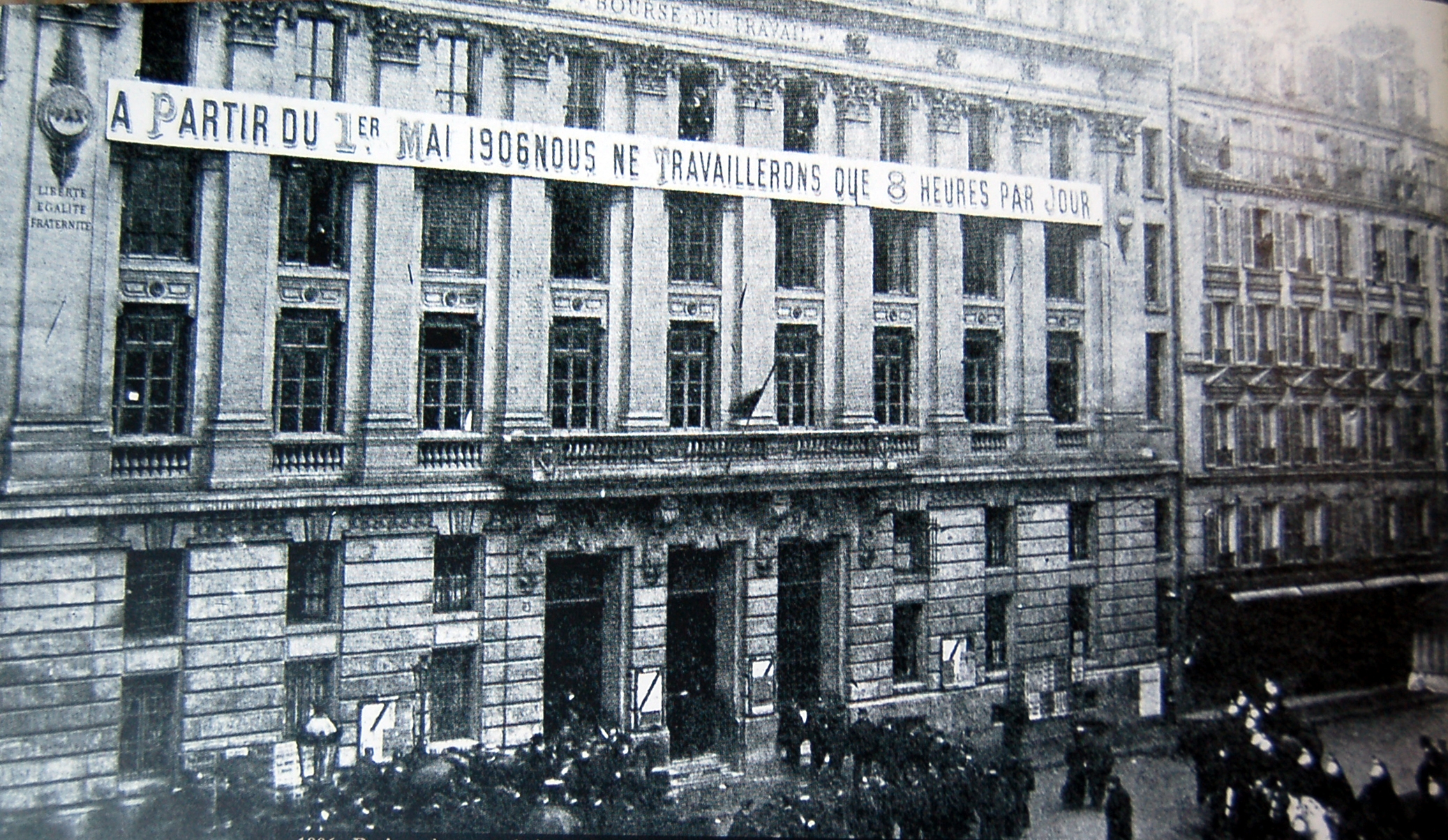
Grève pour les 8 heures de travail par jour (1906).

La journée de 8 heures est une vieille revendication ouvrière. Elle a été portée par la Confédération générale du travail (CGT) et de nombreux députés socialistes, qui ont déposé plusieurs propositions de loi à la fin du XIXe siècle et au début du XXe.
La Première Guerre mondiale et le contexte économique de reconstruction qui suit l'armistice de 1918 donnent enfin l'occasion de faire aboutir cette revendication. Plusieurs arguments en faveur de la loi des 8 heures sont développés. L'afflux de main-d'œuvre, provoqué par le retour des hommes du front, fait craindre une montée du chômage, d'autant que les femmes, qui ont pris leur place pendant la guerre, se sont habituées à travailler. La CGT et les socialistes proposent alors la réduction du temps de travail comme moyen de libérer des places ; il s'agit de partager le travail. La mesure est donc présentée comme juste mais également comme efficace sur le plan économique. Ces arguments seront cette fois-ci entendus par le gouvernement dirigé par Clemenceau, qui demande à son ministre du Travail, Pierre Colliard, de déposer un projet de loi à la Chambre des députés.

## Vote de la loi
Le contexte économique de l'après-guerre, propice aux revendications ouvrières en raison de la reconstruction du pays, permet le vote enthousiaste de la loi des 8 heures. Elle est adoptée le 23 avril 1919, non sans quelques péripéties, la Chambre et le Sénat s'opposant sur son principe. Cette loi « contre-feu » intervient à quelques jours des célébrations du premier mai, qui ont fait de la journée de 8 heures un mot d'ordre central.
Elle revêt une portée générale, s'appliquant aux salariés hommes et femmes. Elle énonce le principe de la journée de 8 heures et de la semaine de 48 heures et consacre ainsi l'expression des « trois 8 » : 8 heures de travail, 8 heures de loisirs, 8 heures de sommeil pour l'ouvrier. L'ouvrier peut aménager son temps de travail de façon à bénéficier d'une journée et demie de repos : c'est ce qu'on appelle la « semaine anglaise ».
La loi précise, en outre, que la diminution du temps de travail n'implique pas une diminution de salaire. Elle prévoit également des dérogations à la journée de 8 heures lorsque certaines circonstances propres à l'activité en question le justifient.
D'une façon générale, la loi est bien appliquée et permet de stimuler encore la forte productivité, déjà induite par la reconstruction. Elle ne sera remise en cause qu'à la veille de la Seconde Guerre mondiale en raison de l'effort de guerre.